# Carlos Miguel Gomes de Almeida
Carlos Miguel Gomes de Almeida, meglio noto come Carlitos (Vale de Cambra, 24 settembre 1988), è un calciatore portoghese naturalizzato angolano, attaccante dell'Águeda.

## Carriera

### Club
Ha giocato nella massima serie dei campionati portoghese ed angolano.

### Nazionale
Nel 2012 ha esordito in nazionale.